# Lisandro de la Torre
Lisandro de la Torre (6 de dezembro de 1868 — 5 de janeiro de 1939) foi um advogado e político argentino, nascido na cidade de Rosário.